# 舍阿奈比山
舍阿奈比山(英語：Jebel ech Chambi)是突尼西亞最高峰，高約1,544公尺，位於該國西北方城鎮卡塞林西南地區鄰近阿爾及利亞邊境處。搭乘越野車能夠登上舍阿奈比山海拔1,300公尺處，之後則必須以徒步的方式才能夠登上山頂。1956年時突尼西亞童子軍隊伍成功登上山頂，並且在其上放置了象徵伊斯蘭教新月型金屬象徵物作為紀念。舍阿奈比山為突尼西亞多爾賽歐的延伸，由於其石灰岩地質使得山上地形受到侵蝕作用很大地影響。而由於山上降雨僅有250釐米，即便是平地地區也大約只有500釐米多，這使得山區的植物相和動物相為典型的半乾旱氣候生態。而到了冬天時，山頂則會被薄博的冰雪蓋頂。而在1980年時，突尼西亞政府則成立了昌比國家公園以保護當地生態。